# Otomí Ixtenco
L'otomí Ixtenco, també conegut com a otomí de Tlaxcala, és una llengua ameríndia varietat de l'otomí parlada a la vila de San Juan Bautista Ixtenco a l'Estat de Tlaxcala, Mèxic. Ha estat classificada com a otomí oriental per Lastra (2006). Lastra considera l'otomí Ixtenco un dialecte força conservador.
A Tlaxcala l'otomí també havia estat parlat a la propera Huamantla, situada al nord (Carrasco 1950). A l'est, havia estat parlat a Nopaluca, San Salvador el Seco, i Cuapiaxtla. Algunes famílies d'Ixtenco han emigrat a Máximo Serdán en Rafael Lara Grajales, Puebla (Lastra 1998).